# Georg Lammers

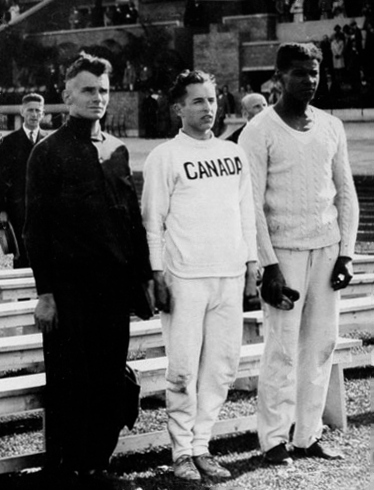
Von links nach rechts: Georg Lammers, Percy Williams, Jack London 1928 in Amsterdam

Georg Lammers (* 14. April 1905 in Burhave; † 17. März 1987 in Butjadingen) war ein deutscher Leichtathlet, der bei den Olympischen Spielen 1928 in Amsterdam die Bronzemedaille im 100-Meter-Lauf (10,9 s) sowie die Silbermedaille in der 4-mal-100-Meter-Staffel (41,2 s, zusammen mit Richard Corts, Hubert Houben und Helmut Körnig) gewann.
Sein dritter Platz im Einzelrennen wurde nach knappem Ausgang durch Kampfrichterentscheid mit 4:3 zugunsten des Zweiten, des Briten Jack London, ermittelt. Lammers hatte auch einen Start bei den Olympischen Spielen 1932 in Los Angeles angestrebt. Im Vorfeld war er mit der deutschen Staffel Europarekord in 40,8 s gelaufen, konnte sich jedoch letztlich nicht qualifizieren.
Nach seiner Sportlerkarriere wurde Georg Lammers Schutzpolizist und war zuletzt im Dienstrang eines Polizeihauptkommissars. Seinen Dienst versah er in Osterode am Harz. Er war dort verheiratet und hatte eine Tochter namens Senta, die auf Kreis- und Landesebene ebenfalls eine sehr gute Kurzstrecklerin war.
Zum 1. Mai 1933 trat er der NSDAP bei (Mitgliedsnummer 2.867.470).
Die Gemeinde Wardenburg, bei Oldenburg, benannte noch zu seinen Lebzeiten eine Straße nach ihm. Die Gemeinde Butjadingen benannte ebenfalls einen Weg nach ihm, welcher in Burhave hinter dem Hotel „Butjadinger Hof“ als Fußweg entlangführt.
Lammers startete für die SG Orpo Oldenburg und für den SC Nordenham. In seiner aktiven Zeit war er 1,78 m groß und wog 84 kg. Seine Bestzeit über die 100 Meter war 10,4 s.